# Bohle
För den östtyska lätta motorcykeln med namnet Schwalbe som tillverkades i Suhl, se Simson Schwalbe.
Ralf Bohle GmbH är en tysk däcktillverkare med huvudkontor i Reichshof-Wehnrath
Bohle tillverkar däck och andra tillbehör för cyklar, skotrar och rullstolar.
Schwalbe (ty. "svala") är företagets varumärke för däck. Schwalbe blev ett av Bohles varumärke i början av 1970-talet då man började importera cykeldelar från Asien. I Sydkorea tillverkades däck under namnet Swallow, på tyska Schwalbe.